# Gustav Valsvik
Gustav Valsvik (Vik, 26 maggio 1993) è un calciatore norvegese, difensore dello Strømsgodset.

## Carriera

### Club
Valsvik ha iniziato la carriera professionistica con la maglia del Sogndal. Ha debuttato nella 1. divisjon il 1º maggio 2010, sostituendo Henrik Furebotn nel successo per 5-0 sul Tromsdalen. Il 12 maggio successivo ha realizzato il primo gol della sua carriera, nel successo per 0-4 sull'Årdal, in un incontro valido per l'edizione stagionale del Norgesmesterskapet. A fine stagione, la squadra ha conquistato la promozione nell'Eliteserien. Il 20 marzo 2011 ha esordito così nella massima divisione norvegese, giocando titolare nella sconfitta per 2-1 contro lo Strømsgodset. Il 20 aprile 2012 ha trovato il primo gol in Eliteserien, nel successo per 0-2 maturato sul campo del Vålerenga. L'11 dicembre 2012 ha rinnovato il contratto che lo legava al Sogndal per altre due stagioni.
Il 16 luglio 2014 è passato ufficialmente allo Strømsgodset, a cui si è legato con un contratto triennale. Ha esordito in squadra il 26 luglio, schierato titolare nel successo per 1-3 arrivato sul campo del Sandnes Ulf. Ha giocato 13 partite in questa porzione di stagione, contribuendo al 4º posto finale dello Strømsgodset.
Il 9 luglio 2015 ha debuttato nelle competizioni europee per club, quando è stato impiegato da titolare nel successo per 0-1 sul campo del Partizani Tirana, sfida valida per il ritorno del primo turno di qualificazione all'Europa League 2015-2016. Il 16 maggio 2016 ha segnato invece la prima rete con questa maglia, in una sfida valida per l'11ª giornata del campionato: è stato autore di un gol nella vittoria per 4-0 sul Sarpsborg 08.
Valsvik è rimasto in squadra per circa due anni, totalizzando complessivamente 72 presenze e una rete per lo Strømsgodset, tra tutte le competizioni.
Il 29 luglio 2016, lo Strømsgodset ha reso noto sul proprio sito internet d'aver trovato l'accordo per la cessione di Valsvik all'Eintracht Braunschweig: il giocatore si sarebbe quindi recato in Germania per sostenere le visite mediche. Il 30 luglio, l'Eintracht Braunschweig ha confermato l'ingaggio del difensore, che si è legato al nuovo club con un contratto quadriennale.
Ha esordito in 2. Bundesliga il 7 agosto, schierato titolare nel successo casalingo per 2-1 sui Kickers Würzburg.
Il 18 gennaio 2019 ha fatto ritorno in Norvegia: ha firmato infatti un quadriennale con il Rosenborg.
Il 5 ottobre 2020 è passato allo Stabæk, in prestito fino al termine della stagione in corso.
Il 2 maggio 2021 ha rescisso il contratto che lo legava al Rosenborg.
Il 4 maggio 2021 ha fatto ritorno allo Strømsgodset, a cui si è legato con un accordo valido fino al 31 dicembre 2023: ha scelto di vestire la maglia numero 71. Il 9 maggio successivo è stato nominato capitano della squadra.

### Nazionale
Valsvik ha rappresentato la Norvegia a livello Under-16, Under-17, Under-18, Under-19, Under-20, Under-21 e Under-23. Per quanto concerne la selezione Under-21, ha effettuato il proprio esordio il 6 febbraio 2013, quando è stato schierato titolare nell'amichevole persa per 2-0 contro la Turchia. Il 21 marzo successivo, in occasione dell'amichevole contro la Scozia, ha segnato la prima ed unica rete in Under-21.
Il 7 maggio 2013, è stato incluso nella lista provvisoria consegnata all'UEFA dal commissario tecnico Tor Ole Skullerud in vista del campionato europeo Under-21 2013. Il 22 maggio, il suo nome è stato però escluso dai 23 calciatori scelti per la manifestazione.
Il 14 marzo 2017 è stato incluso nella prima convocazione del nuovo commissario tecnico della Nazionale maggiore Lars Lagerbäck, in vista della partita contro l'Irlanda del Nord: è stata la sua prima chiamata. Il 26 marzo ha così effettuato il proprio esordio, schierato titolare nella sconfitta per 2-0 della sua squadra.

## Statistiche

### Presenze e reti nei club
Statistiche aggiornate al 6 maggio 2021.
| Stagione               | Club                   | Campionato             | Campionato | Campionato | Coppe nazionali | Coppe nazionali | Coppe nazionali | Coppe continentali | Coppe continentali | Coppe continentali | Supercoppe | Supercoppe | Supercoppe | Totale | Totale |
| Stagione               | Club                   | Comp                   | Pres       | Reti       | Comp            | Pres            | Reti            | Comp               | Pres               | Reti               | Comp       | Pres       | Reti       | Pres   | Reti   |
| ---------------------- | ---------------------- | ---------------------- | ---------- | ---------- | --------------- | --------------- | --------------- | ------------------ | ------------------ | ------------------ | ---------- | ---------- | ---------- | ------ | ------ |
| 2010                   | Sogndal                | 1D                     | 9          | 0          | CN              | 3               | 1               | -                  | -                  | -                  | -          | -          | -          | 12     | 1      |
| 2011                   | Sogndal                | ES                     | 7          | 0          | CN              | 1               | 0               | -                  | -                  | -                  | -          | -          | -          | 8      | 0      |
| 2012                   | Sogndal                | ES                     | 27         | 2          | CN              | 1               | 0               | -                  | -                  | -                  | -          | -          | -          | 28     | 2      |
| 2013                   | Sogndal                | ES                     | 30         | 2          | CN              | 2               | 0               | -                  | -                  | -                  | -          | -          | -          | 32     | 2      |
| gen.-lug. 2014         | Sogndal                | ES                     | 10         | 1          | CN              | 3               | 0               | -                  | -                  | -                  | -          | -          | -          | 13     | 1      |
| Totale Sogndal         | Totale Sogndal         | Totale Sogndal         | 83         | 5          |                 | 10              | 1               |                    | -                  | -                  |            | -          | -          | 93     | 6      |
| lug.-dic. 2014         | Strømsgodset           | ES                     | 13         | 0          | CN              | -               | -               | UCL                | 0                  | 0                  | -          | -          | -          | 13     | 0      |
| 2015                   | Strømsgodset           | ES                     | 29         | 0          | CN              | 2               | 0               | UEL                | 5                  | 0                  | -          | -          | -          | 36     | 0      |
| gen.-lug. 2016         | Strømsgodset           | ES                     | 17         | 1          | CN              | 4               | 0               | UEL                | 2                  | 0                  | -          | -          | -          | 26     | 1      |
| 2016-2017              | E. Braunschweig        | 2L                     | 29+2       | 0          | CG              | 1               | 0               | -                  | -                  | -                  | -          | -          | -          | 32     | 0      |
| 2017-2018              | E. Braunschweig        | 2L                     | 34         | 1          | CG              | 1               | 0               | -                  | -                  | -                  | -          | -          | -          | 14     | 1      |
| 2018-gen. 2019         | E. Braunschweig        | 2L                     | 11         | 0          | CG              | 1               | 0               | -                  | -                  | -                  | -          | -          | -          | 12     | 0      |
| Totale E. Braunschweig | Totale E. Braunschweig | Totale E. Braunschweig | 74+2       | 1+0        |                 | 3               | 0               |                    | -                  | -                  |            | -          | -          | 79     | 1      |
| 2019                   | Rosenborg              | ES                     | 13         | 1          | CN              | 4               | 1               | UCL+UEL            | 1+2                | 0                  | -          | -          | -          | 20     | 2      |
| gen.-ott. 2020         | Rosenborg              | ES                     | 11         | 1          | -               | -               | -               | UEL                | 1                  | 0                  | -          | -          | -          | 12     | 1      |
| Totale Rosenborg       | Totale Rosenborg       | Totale Rosenborg       | 24         | 2          |                 | 4               | 1               |                    | 1+3                | 0                  |            | -          | -          | 32     | 3      |
| ott.-dic. 2020         | Stabæk                 | ES                     | 10         | 1          | -               | -               | -               | -                  | -                  | -                  | -          | -          | -          | 10     | 1      |
| 2021                   | Strømsgodset           | ES                     | 0          | 0          | CN              | 0               | 0               | -                  | -                  | -                  | -          | -          | -          | 0      | 0      |
| Totale Strømsgodset    | Totale Strømsgodset    | Totale Strømsgodset    | 59         | 1          |                 | 6               | 0               |                    | 7                  | 0                  |            | -          | -          | 72     | 1      |
| Totale                 | Totale                 | Totale                 | 250+2      | 10+0       |                 | 22              | 2               |                    | 9                  | 0                  |            | -          | -          | 283    | 12     |

### Cronologia presenze e reti in nazionale
| Cronologia completa delle presenze e delle reti in nazionale ― Norvegia | Cronologia completa delle presenze e delle reti in nazionale ― Norvegia | Cronologia completa delle presenze e delle reti in nazionale ― Norvegia | Cronologia completa delle presenze e delle reti in nazionale ― Norvegia | Cronologia completa delle presenze e delle reti in nazionale ― Norvegia | Cronologia completa delle presenze e delle reti in nazionale ― Norvegia | Cronologia completa delle presenze e delle reti in nazionale ― Norvegia | Cronologia completa delle presenze e delle reti in nazionale ― Norvegia |
| Data                                                                    | Città                                                                   | In casa                                                                 | Risultato                                                               | Ospiti                                                                  | Competizione                                                            | Reti                                                                    | Note                                                                    |
| ----------------------------------------------------------------------- | ----------------------------------------------------------------------- | ----------------------------------------------------------------------- | ----------------------------------------------------------------------- | ----------------------------------------------------------------------- | ----------------------------------------------------------------------- | ----------------------------------------------------------------------- | ----------------------------------------------------------------------- |
| 26-3-2017                                                               | Belfast                                                                 | Irlanda del Nord                                                        | 2 – 0                                                                   | Norvegia                                                                | Qual. Mondiali 2018                                                     | -                                                                       |                                                                         |
| 10-6-2017                                                               | Oslo                                                                    | Norvegia                                                                | 1 – 1                                                                   | Rep. Ceca                                                               | Qual. Mondiali 2018                                                     | -                                                                       | 33’                                                                     |
| 13-6-2017                                                               | Oslo                                                                    | Norvegia                                                                | 1 – 1                                                                   | Svezia                                                                  | Amichevole                                                              | -                                                                       | 46’                                                                     |
| 4-9-2017                                                                | Stoccarda                                                               | Germania                                                                | 6 – 0                                                                   | Norvegia                                                                | Amichevole                                                              | -                                                                       | 46’                                                                     |
| 5-10-2017                                                               | Serravalle                                                              | San Marino                                                              | 0 – 8                                                                   | Norvegia                                                                | Qual. Mondiali 2018                                                     | -                                                                       |                                                                         |
| 11-11-2017                                                              | Skopje                                                                  | Macedonia                                                               | 2 – 0                                                                   | Norvegia                                                                | Amichevole                                                              | -                                                                       |                                                                         |
| Totale                                                                  |                                                                         | Presenze                                                                | 6                                                                       |                                                                         | Reti                                                                    | 0                                                                       |                                                                         |

## Palmarès

### Club

#### Competizioni nazionali
- 1. divisjon: 1

Sogndal: 2010